# Gustavia

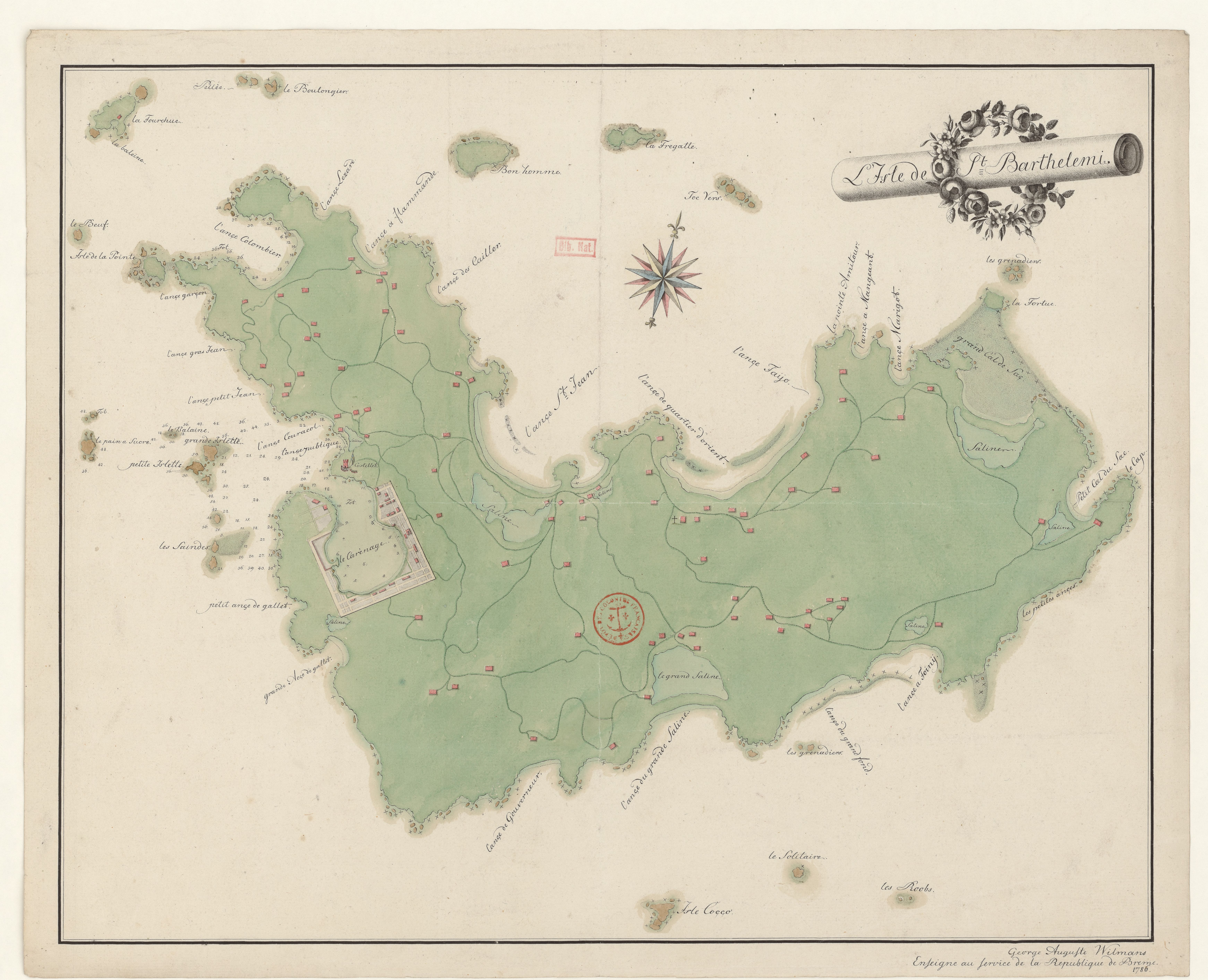
Die ursprüngliche Stadtanlage ist auf der Karte von 1786 erkennbar

Gustavia ist der Hauptort der karibischen Insel und collectivité d’outre-mer Saint-Barthélemy (St. Barth), einer französischen Insel in der östlichen Karibik. Die Stadt an der Südwestküste der Insel hat rund 2600 Einwohner (1. Januar 2010), was annähernd 30 % der gesamten Inselbevölkerung ausmacht.
Geprägt wird das Stadtbild durch den Hafen, um den sich der Ort gruppiert. Dieser Hafen bot vor allem im 18. und 19. Jahrhundert Anlass zu regem Handel.
Der Hafen bildet heute alljährlich zum Jahreswechsel die Kulisse für den größeren Teil der weltweit existierenden Megayachten, wenn der Jetset hier das Neujahr feiert.

## Geschichte
Die Siedlung wurde vermutlich 1763 durch französische Siedler unter dem Namen Le Carénage gegründet. Im Amerikanischen Unabhängigkeitskrieg war sie ein Umschlagplatz für französische Waffenlieferungen an die Aufständischen. 1785 verkaufte Frankreich die Kolonie an Schweden.
Die Siedlung erhielt daraufhin zu Ehren des damals amtierenden schwedischen Königs Gustav III. ihren heutigen Namen. Dabei hatte Samuel Fahlberg einen großen Anteil an der Stadtplanung. St. Barth ermöglichte als schwedische Kolonie – neutral in der von Konflikten oft heimgesuchten Karibik – allen Händlern einen freien Handel. 1852 zerstörte ein Feuer die meisten Gebäude in der Stadt, lediglich der Glockenturm blieb bestehen. 1877 kaufte Frankreich die Kolonie für 80.000 Francs zurück. Heute ist die Stadt vor allem von touristischer Bedeutung. Sie ist Ausgangspunkt für Besucher, die eine Zeit auf der Insel verbringen wollen.

## Stadtgliederung
Seit der schwedischen Herrschaft wurde die Stadt in zehn Stadtviertel gegliedert, die später französische Namen erhielten, zumeist Übersetzungen der Originalnamen:
| Nr. | schwedisch  | französisch | deutsch     |
| --- | ----------- | ----------- | ----------- |
| 1   | Doktorn     | Le docteur  | Der Arzt    |
| 2   | Draken      | Le dragon   | Der Drache  |
| 3   | Kungen      | Le roi      | Der König   |
| 4   | Drottningen | La reine    | Die Königin |
| 5   | Brunnen     | Le puits    | Der Brunnen |
| 6   | Räfven      | Le renard   | Der Fuchs   |
| 7   | Slätten     | La plaine   | Die Ebene   |
| 8   | Ulven       | Le loup     | Der Wolf    |
| 9   | Hummern     | Le homard   | Der Hummer  |
| 10  | Sjögården   | L’arsenal   | Das Arsenal |

## Trivia
Die ehemals älteste Einwohnerin der Stadt, Eugénie Blanchard (* 1896), war gleichzeitig der älteste lebende Mensch der Welt. Sie verstarb am 4. November 2010.

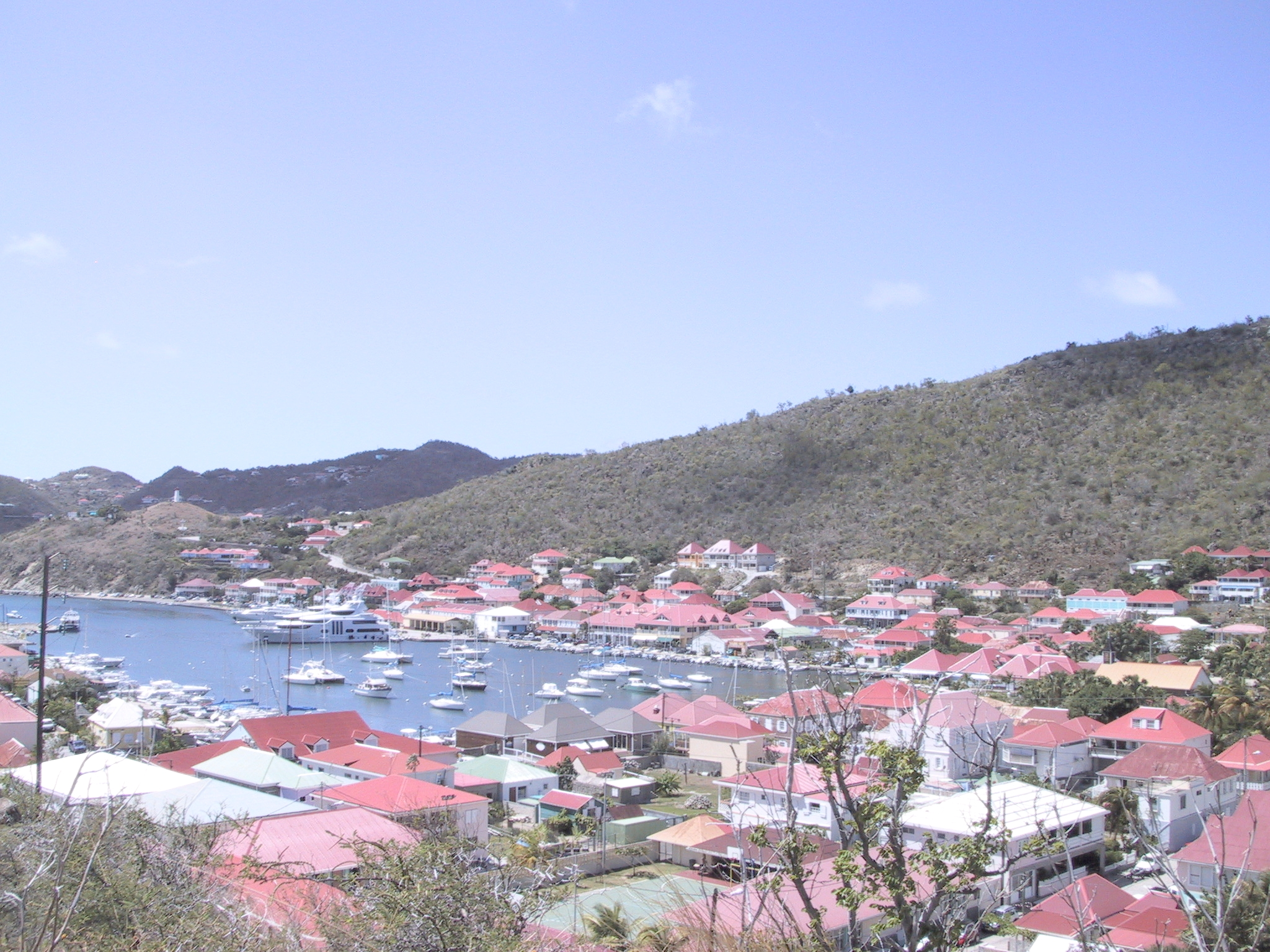
Blick über Gustavia
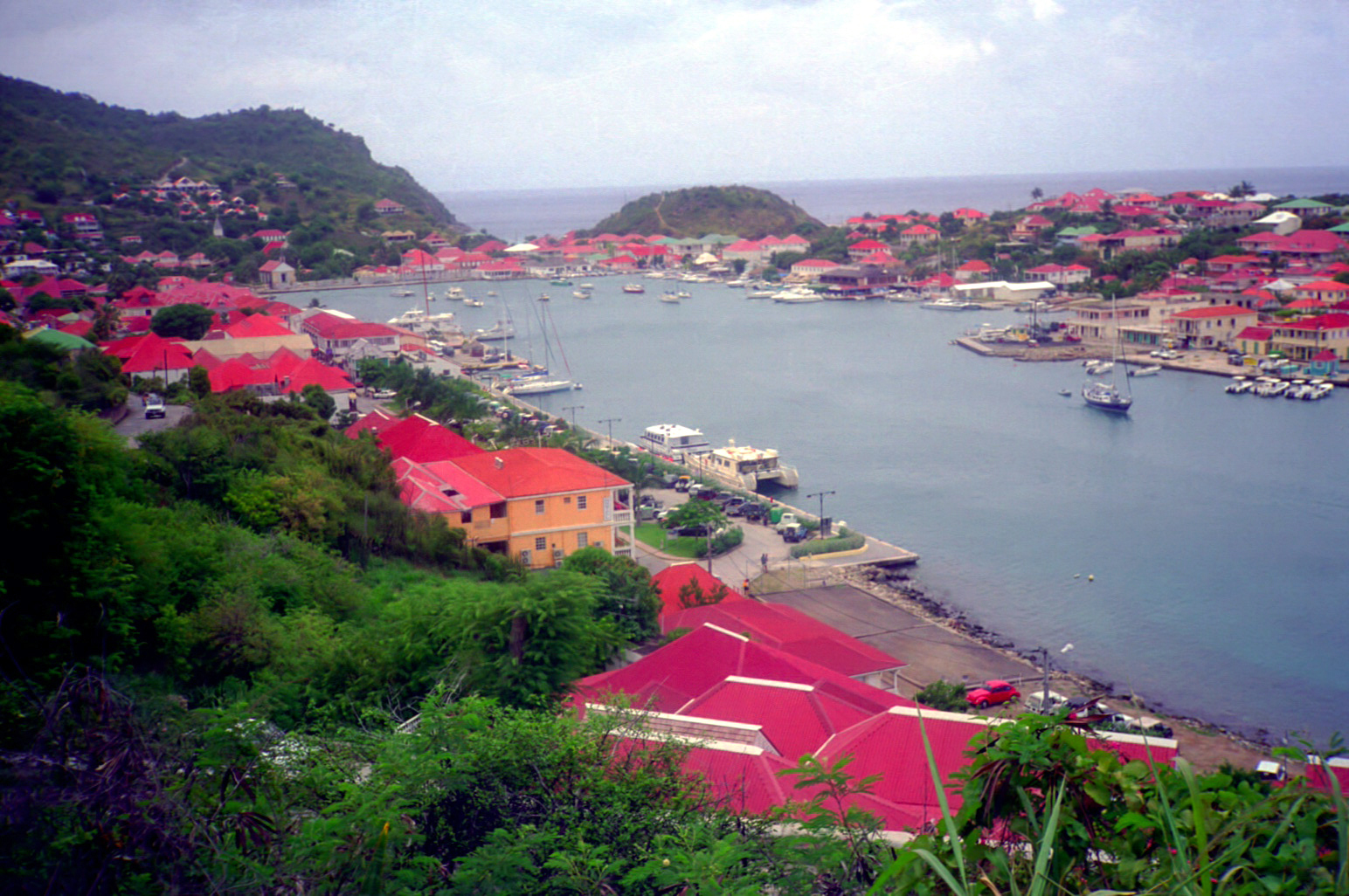
Hafen von Gustavia
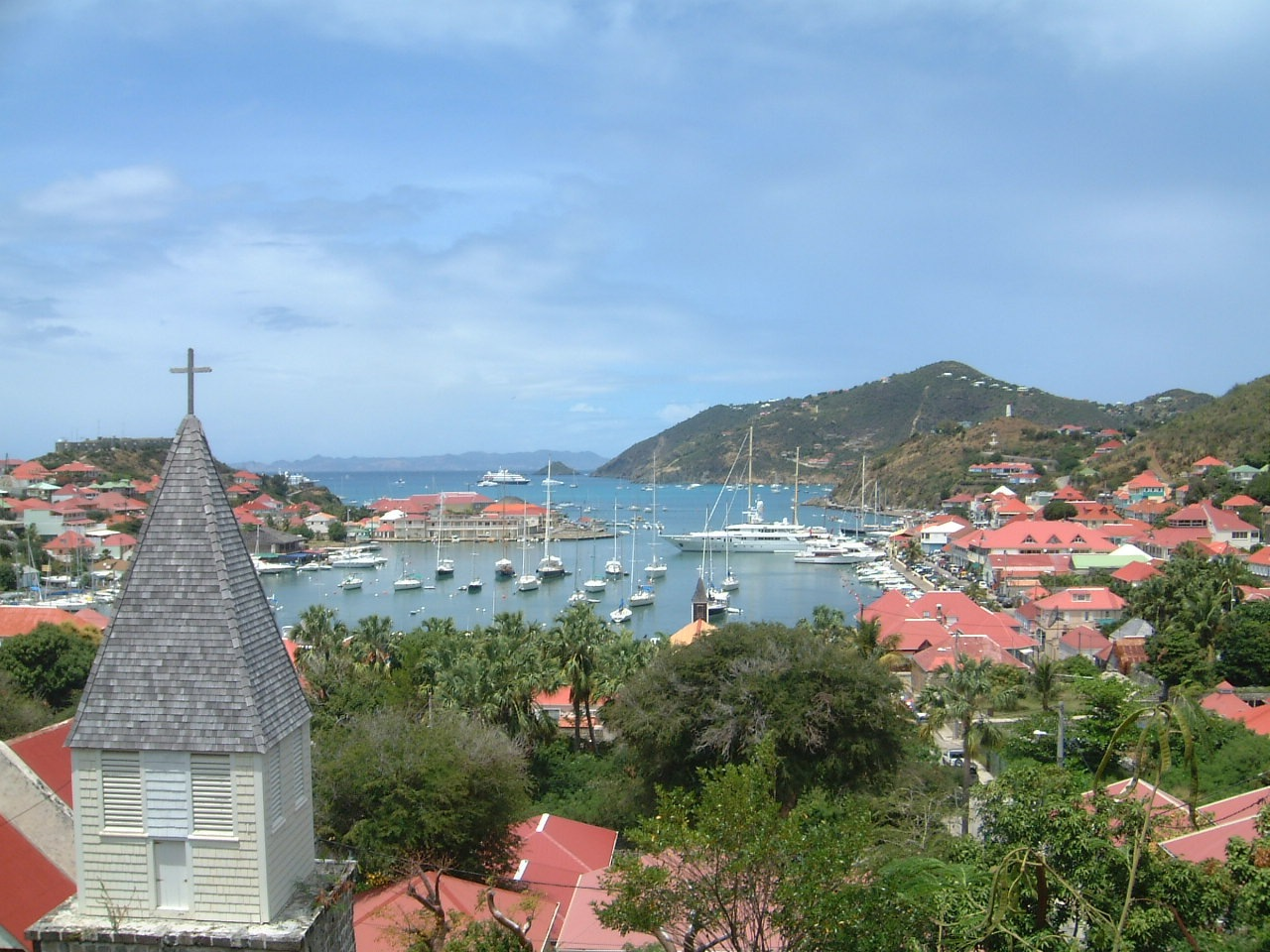
Hafen von Gustavia
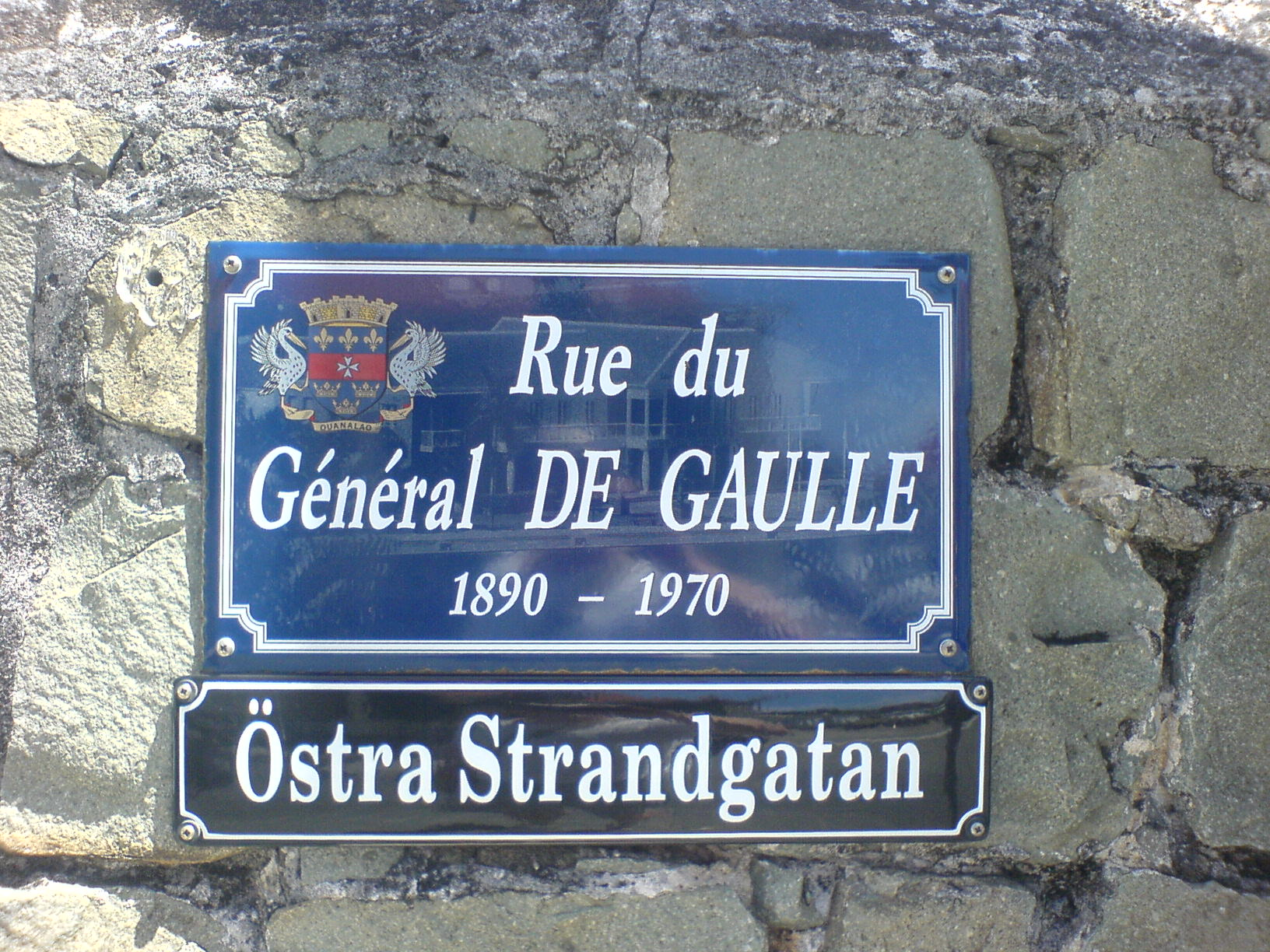
Schwedisches Straßenschild